# Nobuko Jashima
Nobuko Jashima (麝嶋 伸子, Jashima Nobuko, 26 december 1959) is een voormalig Japans voetbalster.

## Carrière
Jashima maakte op 6 september 1981 haar debuut in het Japans vrouwenvoetbalelftal tijdens een vriendschappelijke wedstrijd tegen het Engeland.

## Statistieken
| Japans vrouwenvoetbalelftal | Japans vrouwenvoetbalelftal | Japans vrouwenvoetbalelftal |
| Jaar                        | Wed.                        | Dlp.                        |
| --------------------------- | --------------------------- | --------------------------- |
| 1981                        | 1                           | 0                           |
| Totaal                      | 1                           | 0                           |